# Urola Kosta
Die Comarca Urola Kosta ist eine der acht Comarcas in der Provinz Gipuzkoa.
Die im Norden der Provinz gelegene Comarca umfasst 11 Gemeinden auf einer Fläche von 324,69 km².

## Gemeinden
| Gemeinde            | Einwohner (2024) | Fläche km² | Dichte Einw./km² | Cod INE | Postleitzahl |
| ------------------- | ---------------- | ---------- | ---------------- | ------- | ------------ |
| Aia                 | 2.141            | 55,27      | 39               | 20016   | 20809        |
| Aizarnazabal        | 780              | 6,55       | 119              | 20003   | 20749        |
| Azkoitia            | 11.697           | 54,71      | 214              | 20017   | 20720        |
| Azpeitia            | 15.208           | 69,39      | 219              | 20018   | 20730        |
| Beizama             | 130              | 16,55      | 8                | 20020   | 20739        |
| Errezil             | 580              | 32,46      | 18               | 20066   | 20737        |
| Getaria             | 2.906            | 10,63      | 273              | 20039   | 20808        |
| Orio                | 6.182            | 9,81       | 630              | 20061   | 20810        |
| Zarautz             | 23.370           | 14,35      | 1.629            | 20079   | 20800        |
| Zestoa              | 3.838            | 43,69      | 88               | 20027   | 20740        |
| Zumaia              | 10.251           | 11,28      | 909              | 20081   | 20750        |
| Comarca Urola Kosta | 77.083           | 324,69     | 237              | –       | –            |